# 평양 타임스

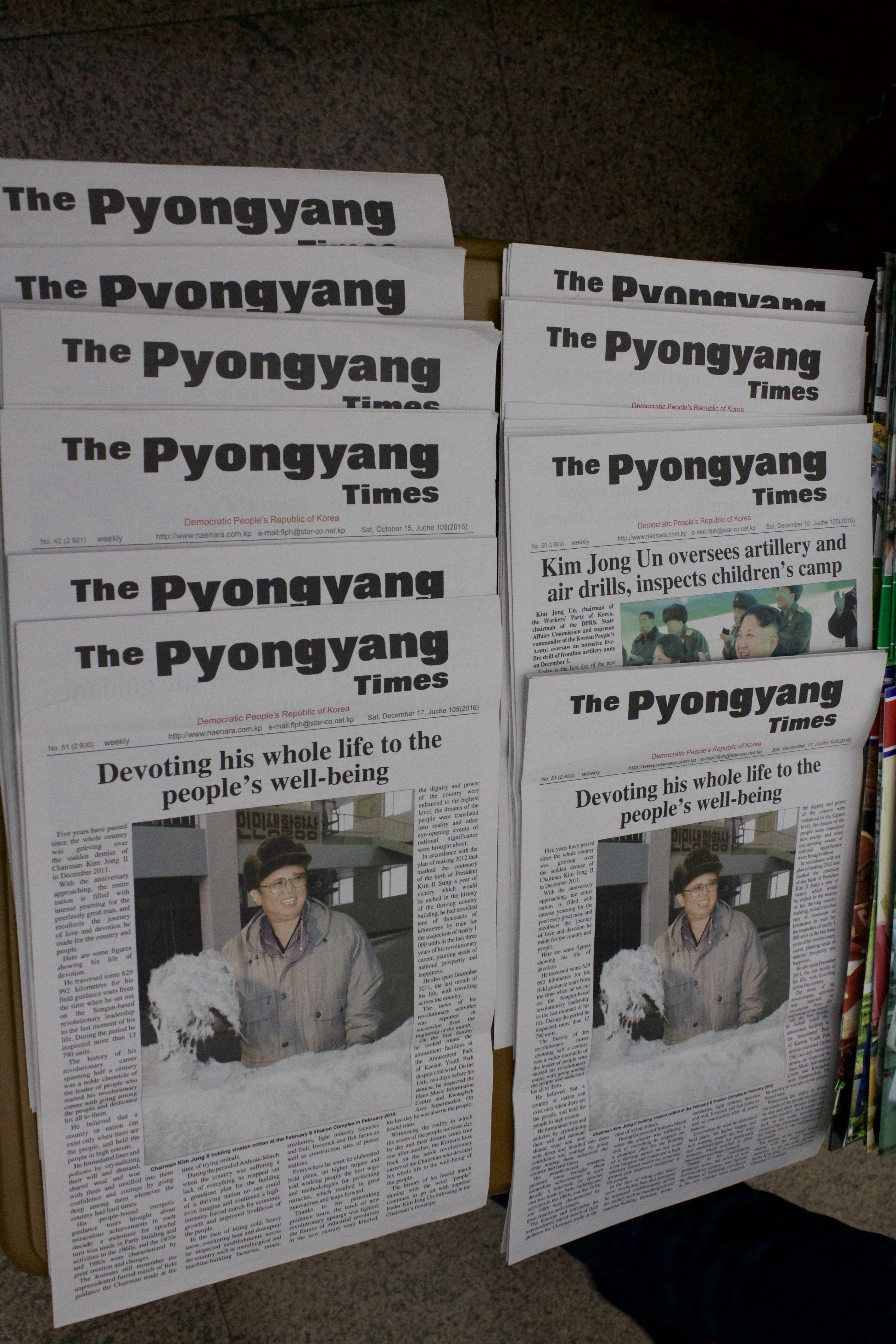

《평양 타임스》(平壤新聞, The Pyongyang Times)는 조선민주주의인민공화국의 일간지이며, 1964년에 창간하였다.
이 신문은 영어판인 《평양 타임스》(The Pyongyang Times)와 프랑스어판, 스페인어판을 발행하고 있으며, 영어판과 프랑스어판은 430만부, 한국어판은 약 150만부를 발행하고 있다. 제호로 보면은 평양 신문은 지방에서 발행하는 신문으로 여겨지는데, 조선민주주의인민공화국에서는 이 신문도 《로동신문》과 《민주조선》, 《청년전위》와 더불어 중앙신문의 하나로 보고 있다.
기사의 내용은 《로동신문》의 내용과 비슷하지만, 짜임새가 높고, 구성이 다양하다. 전체 4페이지로 발행되고 있다. 1990년대 들어서 독자들의 요구를 반영하여 연재 소설과 광고, 건강 상식란을 두고 있다. 최근에 인터넷 홈 페이지를 개설하였으며, 각 기업들의 광고 기사들을 무료로 하였지만 이제는 유료로 해서 싣도록 하고 있다.

## 같이 보기
- 조선민주주의인민공화국의 신문
- 조선민주주의인민공화국의 통신